# Westfield SouthPark
Westfield SouthPark, anteriormente conocido como SouthPark Center, es un centro comercial techado en Strongville, Ohio. Sus tiendas anclas son Dillard's, Macy's, JCPenney, Sears, Kohls, Dick's Sporting Goods y un Cinemark.

## Historia
A principio de los años 1960, la intersección de Royalton Road (SR 82) y Howe Road en el suburbio de rápido crecimiento fue convertido para uso comercial. En un plan secreto por el dueño anterior de los Cleveland Browns Art Modell era en construir un nuevo estadio en el mismo sitio y fue sacado a la luz pública por los medios en los años 1980 que posteriormente fue desechada. El terreno luego fue vendido a Richard E. Jacobs Group, en la que decidió construir un centro comercial. La compañía Higbee y May Company Ohio y las dos tiendas departamentales, anunciaron que abrirían dos tiendas anclas.
El Grupo Westfield adquirió el centro comercial en 2002 del Grupo Jacobs, y le cambió el nombre a "Westfield Shoppingtown SouthPark", quitándole en junio de 2005 la palabra "Shoppingtown". En 2006 se inició una masiva expansión de $150 millones. Además, se construyeron 25 tiendas más y un cine Cinemark.

## Anclas
- Cinemark (14 pantallas)
- Dick's Sporting Goods
- Dillard's (210,992 pie cuadrado)
- JCPenney (145,330 pie cuadrado)
- Macy's (178,173 pie cuadrado)
- Sears (167,400 pie cuadrado)

## Tiendas principales
- Abercrombie & Fitch
- Ann Taylor Loft
- Banana Republic
- Brookstone
- Caribou Coffee
- Chico's
- Coldwater Creek
- Firefly's Minigolf
- Five Guys Burgers and Fries
- Forever 21
- Sephora
- The Buckle
- Hot Topic
- E.B. Game
- Gamestop
- Borders

## Ancla Junior
- H&M